# Lestodiplosis longifilis
Lestodiplosis longifilis är en tvåvingeart som först beskrevs av Jean-Jacques Kieffer 1901.  Lestodiplosis longifilis ingår i släktet Lestodiplosis och familjen gallmyggor. Inga underarter finns listade i Catalogue of Life.